# Cocktails
Cocktails è il sesto album in studio del rapper statunitense Too Short, pubblicato nel 1995.

## Tracce
1. Ain't Nothing Like Pimpin' – 6:46
2. Cocktales – 6:06
3. Can I Get a Bitch (feat. Ant Banks) – 5:12
4. Coming Up $hort – 5:42
5. Thangs Change (feat. Malik & Jamal) – 6:07
6. Paystyle – 5:44
7. Giving Up the Funk (feat. The Dangerous Crew) – 5:14
8. Top Down – 5:07
9. We Do This (feat. 2Pac, MC Breed & Father Dom) – 5:52
10. Game (feat. Old School Freddy B) – 5:16
11. Sample the Funk – 6:54
12. Don't Fuck for Free – 3:35